# Ubach (heerlijkheid)

Het gedeelde Ubach in het land van 's-Hertogenrade in 1661

Ubach was tijdens het ancien régime een heerlijkheid in het Land van 's-Hertogenrade. De heerlijkheid bestond uit twee gebieden ter weerszijden van de rivier de Worm, met de vrije rijksheerlijkheid Rimburg er tussenin. Ten oosten van de Worm ligt in Duitsland het eigenlijke Ubach, sinds 1935 onderdeel van de gemeente Übach-Palenberg. Ten westen van de Worm, in gebied dat sinds 1816 bij Nederland hoort, lag Ubach over Worms, met de dorpen Waubach, Groenstraat en Abdissenbosch.
Het gebied van de heerlijkheid Ubach werd in 1816 gesplitst, toen het land van 's-Hertogenrade werd verdeeld tussen Pruisen en het Verenigd Koninkrijk der Nederlanden. De heerlijkheid Rimburg werd overigens in 1778 in feite geannexeerd door de Oostenrijkse Nederlanden en ging toen deel uitmaken van het Land van 's-Hertogenrade.